# Districts de Sławno et de Słupsk

Les districts de Sławno et de Słupsk correspondent sur la carte à la province jaune séparée du reste du duché de Poméranie par l'évêché de Cammin (mauve).

Les districts de Sławno et de Słupsk (en polonais : Ziemia słupsko-sławieńska) sont une région historique située en Poméranie, centrée sur les villes de Sławno et de Słupsk dans la Poméranie ultérieure. 
Ce territoire, initialement gouverné par les descendants du duc Racibor Ier de Poméranie, une branche collatérale de la dynastie des Griffon, fut de 1227 à 1294 propriété des ducs de Poméranie orientale (Pomérélie) régnant en tant que vassaux polonais. Il ne fut incorporé dans le duché de Poméranie qu'en 1317.

## Historique
On suppose qu'il y avait une principauté wende dans le pays de Sławno. L'historiographie polonaise divise traditionnellement cette zone en deux parties séparées, bien qu'étroitement liées — l'Ouest (terre de Sławno) et l'Est (terre de Słupsk). Ces deux districts se trouvent dans la partie la plus orientale de la Poméranie ultérieure, près de la frontière avec la Poméranie orientale sur la rivière Łeba. 
Durant la première moitié du XIIe siècle, le duché de Poméranie était gouverné par le duc Warcisław Ier et son frère Racibor Ier. Après l'assassination de Warcisław vers 1148, Racibor fut régnent et tuteur de ses neveux mineurs Bogusław Ier et Casimir. Après sa mort en 1156, ses propres descendants, Świętopełk et ses frères, dominent sur les pays de Sławno et de Słupsk. Depuis la création de l'évêché de Cammin, un État autonome du Saint-Empire romain gouverné par un prince-évêque, vers 1140, ils se trouvaient séparés du reste du duché de Poméranie dans l'Ouest, où le duc Bogusław Ier preta serment de fidélité à l'empereur Frédéric Barberousse en 1181.

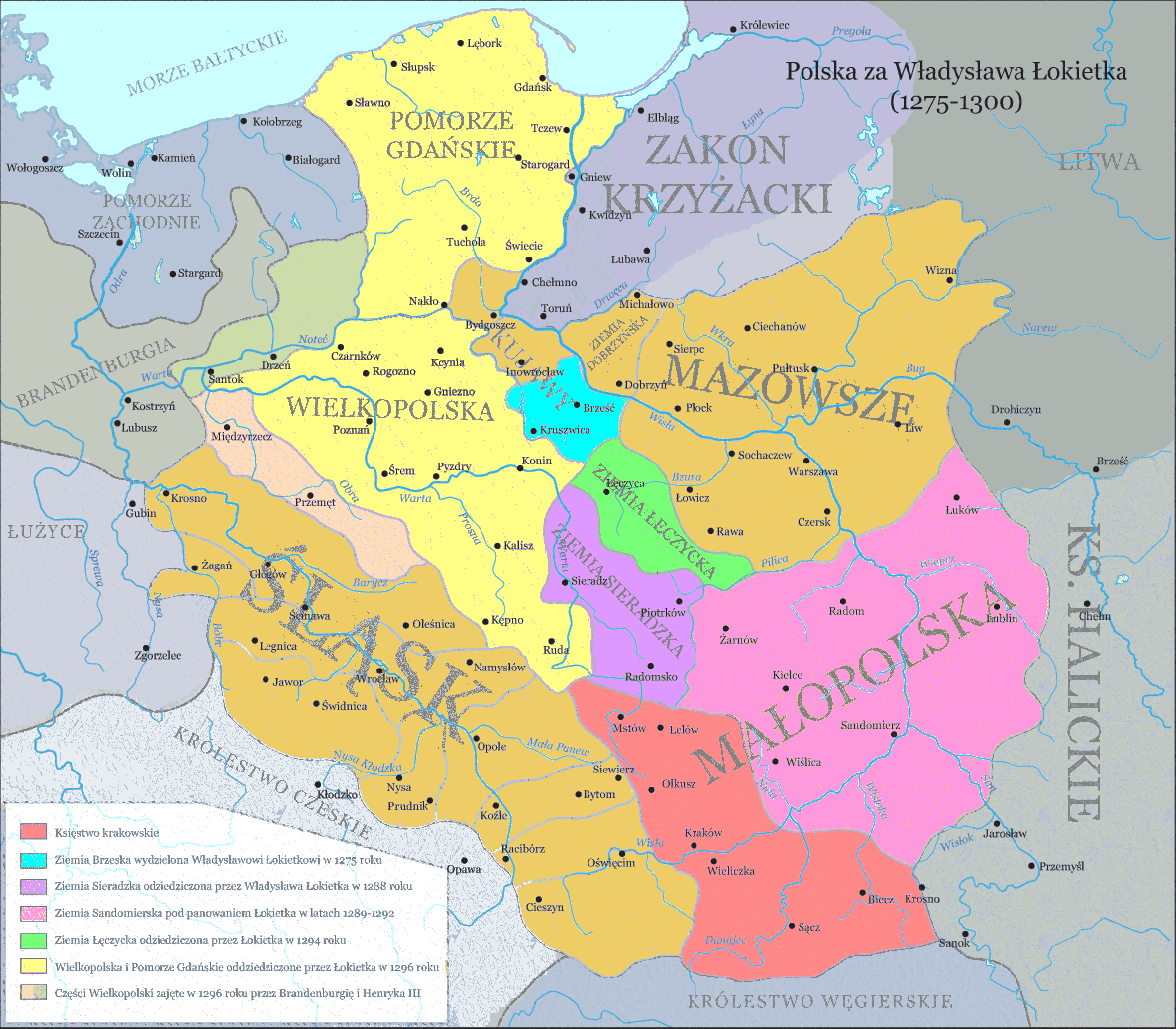
La Pologne vers 1275 : Sławno et Słupsk faisant partie de la Poméranie orientale.

En même temps, toutefois, la Poméranie a subi les attaques des forces du roi Knut VI de Danemark et passa sous la suzéraineté danoise qui ne prit fin qu'en 1227 avec la bataille de Bornhöved. Entre-temps, le dernier des descendants de Racibor Ier, Racibor II est décédé et une dispute d'héritage commence entre le duc Barnim Ier de Poméranie et Świętopełk II, seigneur de Poméranie orientale, qui occupe les districts de Sławno et de Słupsk vers 1236. Les ducs de Poméranie alliés au prince Wisław II de Rügen ont tenté à plusieurs reprises de conquérir les pays, néanmoins, en 1269, le fils de Świętopełk, Mestwin II, adhère au patronage des puissants margraves de Brandebourg.
Après la mort de Mestwin II sans descendants mâles en 1294, le prince polonais Przemysł II revendique son patrimoine, mais il ne put obtenir satisfaction. À la place, les chevalies Teutoniques, après la prise de Dantzig en novembre 1308, ont acquis la Poméranie orientale par l'accord de Soldin, tandis que le duc Warcisław IV de Poméranie acquiert les pays de Sławno et de Słupsk à l*ouest de la Łeba en 1317. Le district de Słupsk-Sławno était la composante principale du duché de Słupsk en 1368. 
La Poméranie orientale fut incorporée dans la Prusse royale, un fief de la couronne du royaume de Pologne, après la guerre de Treize Ans selon les stipulations du traité de Thorn conclu en 1466. En même temps, les districts de Lauenburg et de Bütow furent séparés de la Poméranie orientale — lesquels furent cédés à titre fiduciaire au duc Éric II de Poméranie. Ils changèrent ensuite fréquemment de mains, passant entre celles des rois de Pologne après l'extinction de la maison de Poméranie en 1637, avant de revenir définitivement à l'État de Brandebourg-Prusse par le traité de Bromberg conclu en 1657. 
Depuis 1945, le territoire de Słupsk et Sławno fait partie de la Pologne.